# Château-Porcien (tổng)
Tổng Château-Porcien là một tổng ở tỉnh Ardennes trong vùng Grand Est.
Tổng này được tổ chức xung quanh Château-Porcien ở quận Rethel. Độ cao trung bình là 97 m.

## Hành chính
| Giai đoạn | Ủy viên      | Đảng | Tư cách |
| --------- | ------------ | ---- | ------- |
| 2008-2014 | Thierry Dion | UMP  |         |
| 2001-2008 | Thierry Dion | UDF  |         |

## Các đơn vị hành chính
Tổng Château-Porcien gồm 16 xã với dân số 3 770 người (điều tra năm 1999, dân số không tính trùng)
| Xã                      | Dân số | Mã bưu chính | Mã insee |
| ----------------------- | ------ | ------------ | -------- |
| Avançon                 | 300    | 08300        | 08038    |
| Banogne-Recouvrance     | 139    | 08220        | 08046    |
| Château-Porcien         | 1 285  | 08360        | 08107    |
| Condé-lès-Herpy         | 159    | 08360        | 08126    |
| Écly                    | 177    | 08300        | 08150    |
| Hannogne-Saint-Rémy     | 104    | 08220        | 08210    |
| Hauteville              | 111    | 08300        | 08219    |
| Herpy-l'Arlésienne      | 155    | 08360        | 08225    |
| Inaumont                | 75     | 08300        | 08234    |
| Saint-Fergeux           | 197    | 08360        | 08380    |
| Saint-Loup-en-Champagne | 223    | 08300        | 08386    |
| Saint-Quentin-le-Petit  | 158    | 08220        | 08396    |
| Seraincourt             | 216    | 08220        | 08413    |
| Sévigny-Waleppe         | 257    | 08220        | 08418    |
| Son                     | 105    | 08300        | 08426    |
| Taizy                   | 109    | 08360        | 08438    |

## Thông tin nhân khẩu
| 1962                                                     | 1968  | 1975  | 1982  | 1990  | 1999  |
| -------------------------------------------------------- | ----- | ----- | ----- | ----- | ----- |
| 3 664                                                    | 4 153 | 3 905 | 3 891 | 3 888 | 3 770 |
| Nombre retenu à partir de 1962 : dân số không tính trùng |       |       |       |       |       |